# CDC73
CDC73‏ (Cell division cycle 73) هوَ بروتين يُشَفر بواسطة جين CDC73 في الإنسان.